# Hips Don't Lie
Hips Don't Lie este un cântec în genul latino-salsa/reggaeton interpretat de Shakira în colaborare cu Wyclef Jean. Este o combinație între melodia lui Wyclef Jean din anul 2004 „Dance Like This”, (în colaborare cu Claudette Ortiz) instrmentația melodiei „Amores Como El Nuestro” de Jerry Rivera și versurile cântecului „Carnaval (Baila en la Calle)”. Shakira a scris o parte din versurile noii versiuni, și s-a implicat în producerea sa.
A fost al doilea extras single de pe al doilea album de studio în limba engleză al Shakirei, Oral Fixation Vol. 2 (2006). „Hips Don't Lie” s-a dovedit a fi un succes mondial, clasându-se pe primul loc în clasamentele a cel puțin 55 de țări. A ajuns disc single care s-a clasat pe locul întâi în SUA pentru ambii artiști. A fost cel mai bine vândut cântec al anului 2006. Proclamat imnul oficial al Campionatului Mondial de Fotbal 2006, cântecul a fost remixat și interpretat de solistă înaintea finalei ce s-a desfășurat în Germania.
Versiunea în spaniolă a cântecului se numește „Será, Será (Las Caderas No Mienten)” care se poate traduce ca „Orice va fi, va fi (Șoldurile nu mint)”.

## Clasamente și certificații

### În România
| Clasamentul (2005) | Poziția maximă |
| ------------------ | -------------- |
| România (UPFR)     |                |

### Clasamentele sfârșitului de an
| Clasament (2006)                 | Poziție |
| -------------------------------- | ------- |
| Australian Singles Chart         | 3       |
| Austrian Singles Chart           | 3       |
| Belgian (Flanders) Singles Chart | 5       |
| Belgian (Wallonia) Singles Chart | 1       |
| Dutch Top 40                     | 3       |
| French Singles Chart             | 13      |
| German Singles Chart             | 3       |
| Irish Singles Chart              | 2       |
| New Zealand Singles Chart        | 4       |
| Romanian Top 100                 | 1       |
| Swiss Singles Chart              | 1       |
| UK Singles Chart                 | 3       |
| U.S. Billboard Hot 100           | 5       |
| U.S. Billboard Hot Latin Songs   | 2       |

### Clasament (sfârșit de decadă)
| (2000–2009)          | Poziție |
| -------------------- | ------- |
| German Singles Chart | 30      |

### Certificații
Single
| Țară          | Certificație | Vânzări   |
| ------------- | ------------ | --------- |
| Australia     | Platină      | 70,000    |
| Austria       | Aur          | 15,000    |
| Belgia        | Platină      | 30,000    |
| Canada        | 2× Platină   | 40,000    |
| Danemarca     | 2× Platină   | 60,000    |
| Franța        | Aur          | 254,000   |
| Germania      | Platină      | 300,000   |
| Grecia        | Aur          | 10,000    |
| Noua Zeelandă | Aur          | 5,000     |
| Elveția       | Platină      | 30,000    |
| UK            | Aur          | 510,000   |
| Statele Unite | 2× Platină   | 2,435,000 |

| An    | Versiune | Certificație | Discuri        |
| ----- | -------- | ------------ | -------------- |
| 2006  | Engleză  | 2× Platină   | 50,000         |
| 2006  | Spaniolă | Platină      | 25,000         |
| 2006  | Bamboo   | 2× Aur       | 20,000         |
| Total | Total    | Total        | 100,000+ copii |